# Modi'in-Makkabim-Re'oet
Modi'in-Makkabim-Re'oet (Hebreeuws: מוֹדִיעִין-מַכַּבִּים-רֵעוּת) is een stad in het centrale district van Israël, ongeveer tussen Rishon LeZion, Mevo Horon en Jeruzalem in. De gemeente ontstond toen in 2003 Modi'in en Makkabim-Re'oet samengingen. In 2008 had de stad 69.600 inwoners, wat in 2016 was gestegen tot 90.013 inwoners. Ten noordoosten van Modi'in-Makkabim-Re'oet ligt de Israëlische nederzetting Modi'in Illit.

## Geschiedenis
Modi'in is een zeer nieuwe stad, in 1996 betrokken de eerste bewoners hun huis. Volgens de planning zal Modi'in in de toekomst 240.000 inwoners tellen. Als dat inwoneraantal bereikt wordt zal het een van de grootste steden van Israël zijn.

## Geboren
- Rotem Gafinovitz (9 juni 1992), wielrenner (geboren in Makkabim)
- Itamar Einhorn (20 september 1997), wielrenner

## Zustersteden
- Banja Luka in Bosnië en Herzegovina, sinds 2013
- Hagen (Noordrijn-Westfalen) in Duitsland, sinds 1997
- Haikou in Volksrepubliek China, sinds 2013
- Rochester (New York) in de Verenigde Staten